# Victor Sáenz Canel
Víctor Sáenz Canel (Oviedo (Asturies), al voltant de 1840 - 15 de febrer, 1932), Va ser pianista, compositor, director, organista i comerciant de música. Va ser professor de l'Academia de Bellas Artes de San Salvador i també va exercir com a professor particular de música. Va intervenir com a pianista en diversos recitals. Entre els seus deixebles van destacar Saturnino del Fresno i Baldomero Fernández. Va dirigir la Banda de Santa Cecília i la Banda Municipal, i va organitzar diversos grups musicals i corals.
Va compondre algunes obres religioses i profanes, entre elles diversos popurris sobre cants populars asturians. El 1884 va col·laborar al diari El Carbayón amb articles sobre temes musicals. També va ser organista de la catedral d'Oviedo i el fundador del primer establiment comercial asturià de música, que va tenir gran prestigi. En un homenatge celebrat en honor seu el 19 d'agost de 1931, quan tenia noranta anys, es va donar el seu nom a un dels carrers d'Oviedo.

## Obra
Entre les seves obres per a piano destaquen:
- Auras matinales, Maz (UME); Cinco canciones (UME)
- Clementina, Gav (UME); Cristina, Capr brillante (UME)
- Pot-pourri asturiano sobre cantos modernos del país
- Pot-pourri de cantos asturianos en forma de fan- tasía
- Pot-pourri de cantos populares asturianos
- Otras: Gozos a la Purísima Concepción, VV, Co, órg (UME).